# 未来投資戦略
未来投資戦略（みらいとうしせんりゃく）は、第3次安倍第2次改造内閣による成長戦略。2017年6月に閣議決定された。2018年に改訂されている。

## 未来投資戦略2017 - Society 5.0の実現に向けた改革
2017年6月9日に閣議決定された。
IoT、ビッグデータ、人工知能などを産業や生活に取り入れ、さまざまな社会問題を解決するソサエティー5.0の社会の実現を目指すとしている。
ソサエティー5.0の実現に向けた戦略分野としては以下の5つが掲げられている。
- 健康寿命の延伸
- 移動革命の実現
無人自動走行、無人航空機（ドローン）を用いた荷物集配、自動運行船の実用化が例として挙げられており、物流における人手不足の解消や地方在住の高齢者などの移動弱者の課題解消を展望している。KPIとして「2020年に日本国内で販売される新車乗用車の90%以上に自動ブレーキが搭載される」といったものが掲げられている[2]。
- サプライチェーンの次世代化
- 快適なインフラ・まちづくり
- フィンテック

## 未来投資戦略2018 -『Society5.0』『データ駆動型社会』への変革 -
中小・小規模事業者の生産性革命のさらなる強化などといった重点分野を挙げている。